# Mountain View (Wyoming)
Mountain View és una població dels Estats Units a l'estat de Wyoming. Segons el cens del 2000 tenia 1.153 habitants.

## Demografia
Segons el cens del 2000, Mountain View tenia 1.153 habitants, 415 habitatges, i 320 famílies. La densitat de població era de 563,5 habitants/km².
Dels 415 habitatges en un 43,6% hi vivien nens de menys de 18 anys, en un 64,6% hi vivien parelles casades, en un 9,9% dones solteres, i en un 22,7% no eren unitats familiars. En el 20,7% dels habitatges hi vivien persones soles el 5,1% de les quals corresponia a persones de 65 anys o més que vivien soles. El nombre mitjà de persones vivint en cada habitatge era de 2,78 i el nombre mitjà de persones que vivien en cada família era de 3,21.
Per edats la població es repartia de la següent manera: un 32,3% tenia menys de 18 anys, un 9% entre 18 i 24, un 29,3% entre 25 i 44, un 22,5% de 45 a 60 i un 6,9% 65 anys o més.
L'edat mediana era de 33 anys. Per cada 100 dones de 18 o més anys hi havia 99,2 homes.
La renda mediana per habitatge era de 49.000 $ i la renda mediana per família de 58.077 $. Els homes tenien una renda mediana de 47.222 $ mentre que les dones 26.429 $. La renda per capita de la població era de 18.945 $. Entorn del 8,3% de les famílies i el 9% de la població estaven per davall del llindar de pobresa.

## Poblacions més properes
El següent diagrama mostra les poblacions més properes.